# Myrurgia

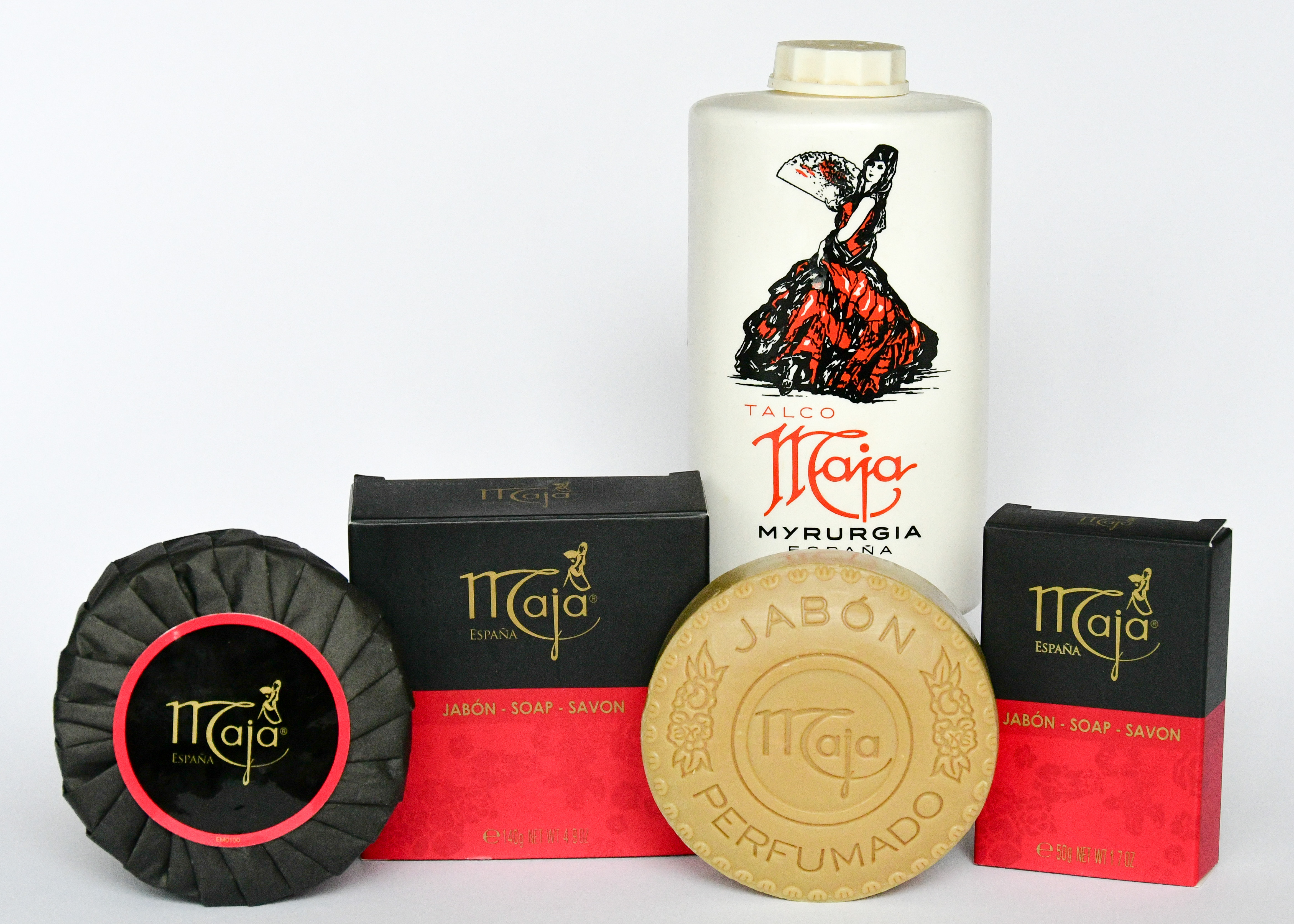
Productos de la marca Maja

Myrurgia es una empresa de perfumería fundada en Barcelona en el año 1916 por Esteve Monegal i Prat sobre la base de una empresa familiar. Consiguió una presencia muy importante no sólo en España sino también en el mercado internacional, con productos -colonias, jabones, perfumes- que jugaban con el carisma del orientalismo ("Maderas de Oriente"), el exotismo hispánico ("Maja") o incluso claras evocaciones hedonistas ("Orgía"). 
Entre las creaciones de esta firma destacan las colonias y perfumes 1916, Myrurgia, Joya, así como líneas creadas para otras firmas como Adolfo Domínguez, Antonio Miró, Amichi, Don Algodón, o Massimo Dutti, entre otros. 
La condición de artista plástico de Monegal le llevó a ser muy cuidadoso en la presentación y la publicidad de sus productos, que tuvo siempre una gran calidad gracias también a la colaboración de artistas como Eduard Jener o Jacob barón de Wilkinson. El cartel de la línea de jabones y perfumes "La Maja" es un dibujo del artista Eduard Jener que se inspiró en la bailarina Carmen Tórtola Valencia y una fotografía de su espectáculo La Tirana. 
Myrurgia se instaló en un edificio diseñado por Antonio Puig Gairalt (1930), uno de los más destacados del presente racionalismo catalán, cuya decoración es paradigmática del art déco, y con un friso en relieve de bronce en tres partes, en la fachada, obra del escultor madrileño Reste (Restituto Martín Gamo). 
En 2000 la empresa fue adquirida por la compañía de moda y perfumes Puig.